# Station Sandefjord
Station Sandefjord is een station in  Sandefjord in fylke Vestfold in  Noorwegen. Het station ligt aan Vestfoldbanen. Het stationgebouw, uit 1881, is ontworpen door Balthazar Lange, een architect die met name stations heeft ontworpen in Vestfold en Østfold.